# گربه وحشی آفریقایی
گربه وحشی آفریقایی (نام علمی: Felis lybica)، یک گونه گربه وحشی کوچک با خز خاکستری شنی، نوارهای عمودی کم‌رنگ در پهلوها و پیرامون صورت است. بومی آفریقا، غرب و آسیای مرکزی است و در راجستان در هند و سین کیانگ در چین پراکنده است. در زیستگاه‌های گوناگونی از بیابان گرفته تا ساوانا، درختچه‌زارها و علفزارها زندگی می‌کند.
گربه وحشی آفریقایی در سراسر آفریقا و همچنین در خاورمیانه از جمله بخش‌هایی از شبه‌جزیره عربستان و بیشتر ایران وجود دارد. دامنه آن از شمال شرق تا آسیای مرکزی امتداد می‌یابد، جایی که در امتداد سواحل شرقی دریای خزر و از طریق قزاقستان تا شرق تا سین‌کیانگ یافت می‌شود. در بخش‌هایی از هند نیز وجود دارد.

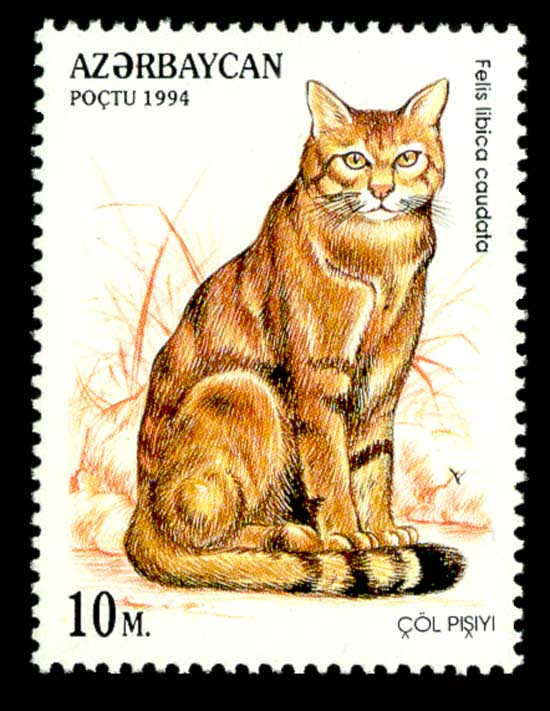
گربه وحشی آفریقایی بر روی تمبر ۱۹۹۴ آذربایجان